# Carlos Chauderlot
Carlos Chauderlot (n. 1952, Madrid), es un pintor español, de origen Francés.

## Biografía
Carlos Chauderlot nació en la ciudad de Madrid en 1952, de padre francés y madre española. Residió veinte años en China, vivió en su capital Pekín a partir de 1996 y luego se trasladó a la Región administrativa de Macao, antigua colonia portuguesa donde vivió diez años.
De vuelta a Europa, reside actualmente en Ronda (provincia de Málaga-España). 

## Carrera
Su carrera empezó cuando emigró a China, ya que durante dos años pasó por los rincones del inmenso complejo palaciego imperial. Lo que le inspiró el mejor reconocimiento de China hacia su obra maestra. Se hizo famoso retratando los paisajes urbanos de Pekín y otras ciudades chinas, de una manera de tratar la vida de la gente, en el momento de tomar su punto de interés
Poco a poco aprendió el uso de los distintos tipos de pinceles chinos, y empezó a combinar en sus aguadas los vacíos, en blanco, y la tinta negra, propios de la pintura china, con la perspectiva europea y el papel francés. Tuvo privilegio de pasear a sus anchas durante 25 meses, desde 2002, y gracias a un permiso especial, entre los crípticos muros de la antigua residencia imperial.
En ese tiempo, pintó 81 aguadas, el mismo número de clavos dorados con que cuenta cada puerta de la Ciudad Prohibida de Pekín, en lo que ha elaborado según su propia técnica, como la mezcla del uso de tinta china acompañado con un papel europeo.
Comenzó a estudiar la pintura a los 11 años en Francia, país de origen de su progenitor, en la que ha realizado la utilización de la técnica oriental y en dejar espacios vacíos en el lienzo con el uso de la perspectiva, que no es conocida en este país asiático.
Además fue el único pintor invitado, pues Chauderlot exploró sin problemas los callejones de la Ciudad Prohibida y ofreció a los propios ciudadanos chinos una imagen real de su pasado imperial.
Hasta el momento, Chauderlot ha sido el único pintor invitado por las autoridades chinas para entrar en los rincones secretos de la Ciudad Prohibida, donde actualmente se alojan oficinas de diferentes órganos del gobierno chino.